# Barnafoss
Der Barnafoss (dt. „Kinderwasserfall“) ist ein Wasserfall des Flusses Hvítá in der Nähe des Ortes Húsafell. Er liegt auf dem Gemeindegebiet von Borgarbyggð.

## Name
Der Name Barnafoss verweist auf eine alte Sage. Als die Bewohner des Hofes Hraunsás zur Weihnachtsmesse fuhren, ließen sie zwei Kinder zurück. Als sie zurückkehrten, waren die Kinder verschwunden, aber ihre Spur führte zum Fluss. Sie sollen von einem natürlichen Steinbogen abgestürzt, in den Fluss Hvítá gefallen und ertrunken sein. Daraufhin ließ die Mutter den Steinbogen zerstören, damit sich eine ähnliche Tragödie nicht mehr ereignen kann. 

## Geografie
Der Barnafoss liegt in unmittelbarer Nachbarschaft der Hraunfossar, nördlich des Vulkans Ok und südlich des Hallmundarhraun.
Interessant ist die Wasserdüse im Wasserfall: Ein Großteil des Wassers schießt mit bemerkenswerter Geschwindigkeit durch ein Loch. Es bilden sich beachtlich tosende Stromschnellen.
Über den schäumenden Fluss Hvítá in der kleinen Schlucht führt eine Fußgängerbrücke. Von ihr kann man sehr gut den Wasserfall und die Hraunfossar überblicken.